# Pueblo mura
Mura es un pueblo indígena de la Amazonia brasileña, que habita el centro y este del estado de Amazonas en una amplia área dentro del complejo hídrico de los ríos Madeira, Amazonas y Purús, principalmente en la región entre Nova Olinda do Norte y Autazes en la parte baja del río Madeira y en Careiro da Várzea. Se encuentran Muras en 41 tierras indígenas demarcadas, generalmente en conjunto con población de otras etnias, pero muchos Mura también viven en las ciudades más grandes como Manaus, Autazes y Borba.

## Historia

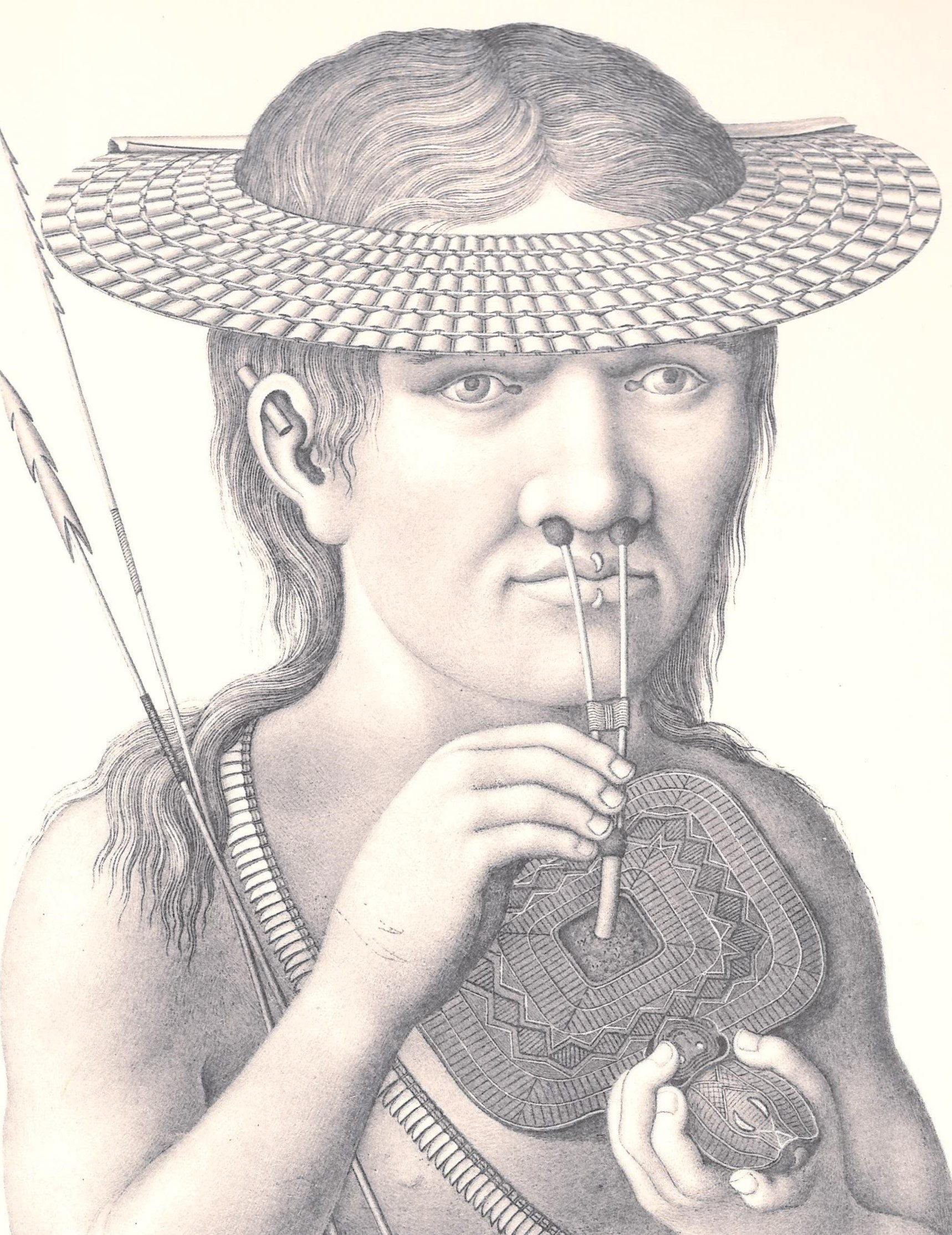
Mura,.

La presencia mura en la región del río Madeira está documentada desde comienzos del siglo XVIII. En 1749, fracasaron los intentos de los jesuitas para localizarlos en reducciones. Luego la Corona portuguesa les declaró la guerra y permitió esclavizarlos en condición de enemigos. También el Imperio del Brasil independiente los consideró "cabanos", enemigos que podían ser legalmente exterminados, esclavizados, remitidos a cuerpos militares de trabajadores o desterrados. La represión intensificó en 1836 hasta mediados de 1840, cuando "se rindieron" unos 800 rebeldes en la región de Maués.
Aunque derrotados militarmente y estigmatizados, los Mura continuaron siendo la principal y más numerosa población de la cuenca del río Madeira. En 1917, el gobierno de Amazonas, autorizó por primera vez la demarcación de lotes de tierra destinados a los Mura en los municipios de Manicoré, Careiro, Itacoatiara y Borba. Las comunidades han constituido organizaciones propias para defender sus derechos territoriales, tramitar la demarcación de sus tierras, procurar el autogobierno, desarrollar planes de vida, educación, salud y soberanía alimentaria y difundir la cultura propia, tales como la "Organização de Lideranças Indígenas Mura de Careiro da Várzea", que realiza anualmente un Festival Mura.

## Economía
Desde antaño hábiles navegantes conocedores de ríos e igarapés, el principal recurso de las comunidades es la pesca. Practican la agricultura itinerante, y especialmente cultivan la mandioca, así como maíz y calabazas. También cazan y recolectan productos silvestres.
Actualmente los mura consiguen ingresos por la venta de harina de mandioca, nuez de Brasil, pequi, madera y otros productos de la selva, así como mediante la participación en empresas pesqueras o de ecoturismo.

## Lengua
Hasta principios del siglo XX hablaban lenguas de la familia mura, de las cuales solamente sobrevive la lengua pirahã o paitsiiso, hablada por unas 600 personas, actuales habitantes de las cuencas de los ríos Marmelos y Maici. Desde la época de la conquista, como otros indígenas de la Amazonia usaron como segunda lengua el Nheengatu, que paulatinamente fue sustituido el portugués, que es hablado hoy por la casi totalidad de los mura.